# Методологический натурализм
Методологический натурализм — доктрина, согласно которой все познавательно релевантные (валидные) методы теоретического исследования являются методами гипотетически завершённых естественных наук (или сводятся к ним). Методологический натурализм следует отличать от метафизического натурализма. Ключевые представители течения: У. В. O. Куайн, Ф. Китчер, С. Хаак, А. Гольдман, Х. Корнблис.

## Методологический vs метафизический (онтологический) натурализм
В философской литературе, посвящённой натурализму, часто проводится различие между метафизическим (онтологическим) и методологическим натурализмом. Первый представляет собой доктрину, согласно которой все, что существует, является предметом (или фундируется предметом) гипотетически завершённых естественных наук. Метафизический натурализм, тем самым, исключает любую форму онтологического плюрализма (допущения существования качественно различных классов объектов, для познания которых требуются принципиально различные методы и, соответственно, научные дисциплины); в случае натурализма — это запрет на допущение существования абстрактных объектов или наличия у философии эксклюзивных объектов, требующих для своего познания методов, не сводимых к методам (или, хотя бы, несогласующихся с методами) естественных наук. Таким образом, метафизический натурализм является взглядом на то, какие виды объектов существуют в мире.
Методологический натурализм, напротив, представляет собой не метафизическую доктрину, а утверждение о методе теоретического исследования. В общем случае он предполагает, что методы гипотетически завершённых эмпирических наук суть единственные релевантные методы приобретения теоретического знания. Это значит, что все теоретические дисциплины, включая философию, должны следовать методам естественных наук (если методологический натурализм истинен). Таким образом, основной интерес методологического натурализма состоит в том, чтобы обосновать и продемонстрировать возможность экстраполяции методов естественных наук на дисциплины, которые традиционно рассматривались в качестве принципиально отличных по своим методам от естественных наук — в основном на философские дисциплины.
Главная посылка методологического натурализма — это отрицание того, что существуют познавательно-релевантные теоретические дисциплины, следующие методу, не сводимому к методам естественных наук. Этот тезис имплицитно содержит в себе утверждение, что не существует никаких других наук помимо естественных, поскольку если бы они существовали, им пришлось бы следовать какому-то методу, отличающемуся от методов естественных наук, что, согласно методологическому натурализму, запрещено.

### Методологический натурализм и религия
Методологический натурализм не включает с логической необходимостью метафизический: некоторые исследователи полагают, что можно придерживаться методологического натурализма, не принимая метафизического, поскольку признание первого распространяется только на «научные» (что бы это слово не означало) методы исследования и дисциплины, оставляя место для возможности научно нерелевантных способов познания, например, откровение. Это делает натурализм совместимым с религиозным мировоззрением и позволяет ученым-христианам разрешать противоречие между «священным писанием» и «книгой природы» посредством указания на то, что для научного познания последней требуется принять натурализм, в то время как познание первой является религиозным и не требует принятия какой бы то ни было формы натурализма. (Критикуя описанную форму методологического натурализма, Плантинга указывал, что её аргументы достаточны лишь для доказательства того, что определённая сфера науки должна быть метафизически нейтральной (он называет её Дюгемовой наукой), но не показывает почему вопрос о, например, божественном вмешательстве не может быть также рассмотрен эмпирически, что нивелирует значимость методологического натурализма для религиозного дискурса). Методологический натурализм также играет большую роль в дискуссиях о чудесах в научном реализме.

## Отношение философии и науки
Методологический натурализм обладает особенным значением для философии. Исторически, философия претендовала на обладание собственными эксклюзивными предметами и методами их познания. Исследования эмпирических наук рассматривались лишь в качестве исследования ограниченных областей реальности, и их методы не рассматривались в качестве универсальных. Таким образом, методологический натурализм в философии предполагает рассмотрение философской деятельности с нетрадиционной перспективы.
Так как методологический натурализм отрицает принципиальное различие между методами философии и естественных наук, он должен продемонстрировать то, как можно применять их методы в философии. Существуют различные виды формулировок методов естественных наук. В общем случае, можно предложить следующую формулировку: методы эмпирических наук включают в себя в качестве существенных компонентов наблюдение, эмпирические данные и эксперимент. Натурализм (как методологический, так и метафизический) в принципе испытывает проблемы с тем, чтобы включить математику в сферу эмпирических наук (для натурализма понятия «эмпирические науки» и «естественные науки» совпадают по экстенсионалу), так как математические объекты не являются эмпирическими, а математический метод не является экспериментальным. Различные способы разрешения этой проблемы могут включать номинализм в отношении абстрактных объектов (например, куайновский), а также аргумент о «незаменимости математики» Куайна-Патнема. (Аргумент в общем виде выглядит следующим образом: математика не может быть не истиной, как полагают фикционалисты, так как: а) математика незаменима для естественных наук и б) если мы хотим, чтобы наши физические теории были истинными (что полагают натуралисты), то мы должны полагать, что наши математические теории истины. Это позволяет признать математику истиной, не обсуждая природу абстрактных объектов и не вводя новые критерии истинности для математики)
Отсутствие принципиального различия в методах ставит вопрос о том, следует ли вообще выделять философию в качестве самостоятельной философской дисциплины. Один из возможных ответов (другие ответы см. в «Роль интуиции в философии») — это то, что философия, в отличие от естественных наук, занимается более «абстрактными» вопросами, при этом продолжая следовать методам эмпирических наук. Так, если задача физики заключается в том, чтобы описывать и объяснять физические процессы, то философия направлена на тот способ, посредством которого физика достигает своих результатов, а также направлена на вопрос о статусе её объектов. Т. Уильямсон пишет:

Хотя существуют реальные методологические различия между философией и другими науками, в отношении актуальной практики, они менее глубоки чем обычно предполагается. В частности, так называемые интуиции — это просто суждения (или диспозиции к суждениям); ни их содержание, ни когнитивный базис на основании которого они выносятся, не должен быть отчетливо философским. <…> Забудьте идею единого метода, которой применяется во всех философских размышлениях и только в них.
Оригинальный текст (англ.)Although there are real methodological differences between philosophy and the other sciences, as actually practiced, they are less deep than is often supposed. In particular, so-called intuitions are simply judgments (or dispositions to judgment); neither their content nor the cognitive basis on which they are made need be distinctively philosophical. <…> Forget the idea of a single method, employed in all and only philosophical thinking.

У данного взгляда есть ряд оппонентов, которые полагают, что философия обладает своим собственным методом и уникальными «философскими вопросами». Среди ключевых оппонентов натуралистического движения можно назвать П. Ф. Стросона, который в дискуссиях с Куайном пытался продемонстрировать, что есть способы решения философских проблем, не зависящие от результатов и методов естественных наук. Например в своей статье «Свобода и рессентимент» он показывает, что вопрос о свободе воли никак не зависит от того, принимаем мы детерминизм или нет. 

## Роль интуиции в философии
Возможным контраргументом против методологического натурализма в философии может быть то, что, в то время как естественные науки опираются на эмпирические свидетельства, наблюдение и эксперимент, философия полагается на интуицию. Противники методологического натурализма могут утверждать, что существует априорная, не зависящая ни от какого опыта интуиция (например, проект дескриптивной метафизики П. Ф. Стросона нацелен на то, чтобы эксплицировать концептуальную схему, инвариантную по отношению к различным возможным опытам, и являющуюся более фундаментальной, нежели концептуальная схема, например, естественных наук).

### Натурализованная эпистемология
Радикальный ответ на этот вызов был предложен Куайном в его проекте натурализованной эпистемологии. Куайн полагал, что эпистемология, если она должна обладать каким-либо познавательно релевантным статусом, должна (вместо априорного исследования) следовать методам психологии, лингвистики и социологии. И, соответственно, из самостоятельной философской дисциплины эпистемология превращается в раздел психологии. Сам Куайн описывает это следующим образом:

Эпистемология, или нечто подобное ей, просто занимает место раздела психологии и, следовательно, естественной науки. Она исследует естественные явления, а именно человеческий субъект. Этот человеческий субъект представляет собой экспериментально контролируемый вход — например, определённую модель излучений определённой частоты, — и по истечении некоторого времени субъект выдает на выходе описание внешнего трехмерного мира в его развитии. Отношение между бедным входом и богатым выходом и есть то отношение, которое мы должны изучать. В определённом смысле этими же причинами обусловлена и эпистемология, а именно: мы изучаем отношение между бедным входом и богатым выходом для того, чтобы увидеть, как данные относятся к теории и как некоторые теории природы превосходят имеющиеся данные.

В этом случае интуиция просто ассимилируется к определённым поведенческим свойствам познающего субъекта, и для её описания не требуется уникальный философский метод.
Позиция Куайна, однако, активно критиковалась. По большой части это происходило из-за того, что куайновский подход элиминирует нормативную составляющую эпистемологии, что, согласно Патнему, делает её неспособной ответить на вопрос о том, каков критерий истинности научного знания, а также показать какое эмпирическое свидетельство будет достаточным или необходимым для того, чтобы признать некоторое верование знанием. Поскольку Куайн элиминирует верование из эпистемологии, он лишает её возможности обоснования различных видов знания и способов их получения, что делает эпистемологию неподходящей для решения задач, которые перед ней стоят.

### Методологический натурализм и кабинетная философия
Более либеральный подход сводится к взгляду, согласно которому психологические исследования полезны и необходимы для эпистемологии, и что последняя не должна пренебрегать ими. Однако, вся эпистемология не будет сводиться к одной лишь психологии, а будет стремиться к насколько возможно большей интеграции. Ф. Китчер, анализируя прогресс в эпистемологии, указывал, что «Психология вернулась в эпистемологию тихо». Ключевым событием для Китчера являлся аргумент Э. Геттиера против классической платоновской дефиниции знания, как подтвержденного истинного верования (justified true belief). Геттиер демонстрирует, что классическое определение знание неадекватно для многих простых эмпирических ситуаций. Если гиттеровский анализ знания корректен, то это создает фундаментальные проблемы для так называемой «кабинетной философии (эпистемологии)», поскольку традиционный концептуальный анализ оказывается неспособным разработать необходимые и достаточные критерии для того, чтобы признать некоторое убеждение (мнение) знанием. Эмпирический анализ же, поскольку его материалом являются именно ситуации, в которых статус знания приписывается убеждению, обещают оказаться более успешными в решении поставленного вопроса.
Существуют различные версии «кабинетной философии». Их, однако, обыкновенно объединяет то, что, как отмечает Р. Фельдман: «Что бы не означало [выражение] „кабинетный“ (armchair) метод, оно определённо нацелено на противопоставление методам эмпирических наук, которые используют „реальный“ эксперимент». Среди современных представителей кабинетной философии" можно назвать Т. Уильямсона, В. В. Васильева. Последний рассуждает о кабинетной философии следующим образом:

Кабинетная философия ещё может сказать свое слово. И её перспективы не ухудшаются от того, что она говорит не о вещах самих по себе, не о мире как таковом, а о мире наших убеждений. <..> Но если мои рассуждения верны, если кабинетная философия может существовать и предлагать решения каких-то вопросов, мы все равно должны будем найти какую-то схему её отношения к экспериментальной философии и науке. Было бы очень странным утверждать, что кабинетная философия может хотя бы игнорировать их, не говоря уже о более выраженном негативном отношении. Эти сомнения можно разрешить простой метафорой, позволяющей распределить обязанности между кабинетной философией и экспериментальными исследованиями. Экспериментаторы — это ценные добытчики, словно бы несущие в дом горы самых разных вещей. Кабинетные же философы, не выходя из дома, наводят в нём порядок. Они могут расставлять по местами новые вещи ули упорядочивать старые. Они также могут изучать сам дом и открывать его укромные места.

Позже, в послесловии к дискуссии о кабинетной философии в журнале «Философия и эпистемология науки» Васильев демонстрировал, что существуют концептуальные истины (открываемые концептуальным анализом, проводимым кабинетными философами), на которые опираются как ученые, так и более эмпирически-ориентированные философы. Так или иначе, даже симпатический в отношении естественных наук, концептуальный анализ неприемлем для методологического натурализма, поскольку допускает возможность применения методов отличных от методов естественных наук.
Наконец, существует ещё один способ работы с интуициями в философии, который заключается в том, чтобы вместо того, чтобы полагаться на собственную интуицию философа (так как её универсальность находится под сомнением из-за того, что интуиции могут различаться у представителей различных этнических групп, гендеров, культур и т. д.), путем социологических опросов выяснять интуиции людей. (подробнее см. раздел «экспериментальная философия»).

## Роль эксперимента в натуралистической философии
Естественные науки активно пользуются экспериментальными методами исследования. Философия, соответственно, если должна следовать их методам, должна также как-то интегрировать эксперимент в свою деятельность. В связи с чем встает вопрос о том, что такое эксперимент в философии.

### Мысленный эксперимент и натурализм
Мысленный эксперимент — это такой вид экспериментальной деятельности, которая разворачивается не в «реальности», а в воображении. Часто он связан с попытками представить контр-фактические ситуации, а также ситуации, реализация которых пока (или в принципе) невозможна (как, например, вечный двигатель, идеальные объекты в качестве физических и т. д.). Мысленный эксперимент имеет большое значение как в истории естественных наук, так и в истории философии. Достаточно упомянуть апории зенона, аргумент «мозг в колбе» (современный вариант «Злого Бога» Р. Декарта), «китайскую комнату» Дж. Серла — в философии и в естественных науках: «каюту на корабле» Г. Галилея, «ведро Ньютона», «кота Шредингера» и «демона Максвела».
Мысленные эксперименты так или иначе полагаются на некоторую интуицию, поскольку возможность или невозможность предлагаемого положения дел должна на чем то основываться. И если в естественных науках интуиция подчиняется теоретическому каркасу научной дисциплины, в рамках которой аргумент предлагается (как например в дискуссии Бора и Эйнштейна и «фотонным ящиком» последнего), то в философии мысленный эксперимент нередко опирается на некоторую естественную интуицию философа. В. П. Филатов объясняет это следующим образом:

Но что же тогда дают мысленные эксперименты, в чём их значение в науке, которое трудно отрицать? На мой взгляд, основная роль мысленных экспериментов состоит не в «исследовании природы» и не в производстве достоверного знания с помощью лишь карандаша и бумаги, но в прояснении и анализе наших способов воспринимать и мыслить реальность. Эти эксперименты позволяют проверять и расширять наше рефлексивное понимание используемых в повседневном опыте и в научном познании концептуальных средств и схем.

Для натуралистов здесь встает вопрос о том, что является критерием достоверности таких интуиции. Иными словами, если один философ находит некоторое положение интуитивно достоверным, а другой нет, то непонятно на чем должно основываться признание интуиции одного в качестве достоверной, а другого нет. Кроме того, возможно, что естественные интуиции людей, принадлежащих разным культурам и этническим группам, разнятся. А значит, нужен какой то способ проверки интуиций.
Неопределенный статус мысленных экспериментов и философской интуиции, которая должна в нём участвовать, и является причиной по которой многие философские натуралисты отвергают как первое, так и последнее. Однако эксперименты все же возможны для философского натурализма в контексте так называемой экспериментальной философии.

### Экспериментальная философия
Экспериментальная философия — это «междисциплинарный подход, который совмещает идеи из таких областей, которые ранее считались различными. А именно, исследование в экспериментальной философии совмещает два ключевых элемента:
1. виды вопросов и теоретический каркас, которые традиционно ассоциируются с философией;
2. виды эмпирических методов, которые традиционно ассоциируются с психологией и когнитивными науками»[18]

Одна из ключевых проблем кабинетной философии — это неоднозначный статус философской интуции (см. раздел про философскую интуицию). Пропоненты экспериментальной философии обыкновенно указывают на то, что «фундаментальные философские интуиции» могут разниться у различных этнических групп, гендеров и т. д. Николь Шан и Джошуа Ноб в «Манифесте экспериментальной философии» пишут следующее:

Люди из разных культур обладают различными верованиями по поводу абсолютно фундаментальных вопросов и осознание этого факта может иметь сильный преобразующий [эффект]. Когда Христианские дети узнают, что множество людей имеют очень разные религигозные верования, это может спровоцировать глубокий и дизориентирующий эксзистенциальный кризис. Так как открытие религиозного разнообразия может незамедлительно привести к мысли, что это в некотором смысле случайность, что кому-то посчастливилось вырасти в христианской семье, а не в семье Хинди <…> Философское значение доксатического разнообразия едва ли может быть ограниченно детством. На рубеже веков, антропологи разработали каталог культурного разнообразия в моральных взглядах. Некоторые культуры, как оказалось, полагали, что это моральное обязательство есть части тела своих умерших родителей; другие культуры полагали, что дозволено насиловать женщин вражеского племени. Такое разнообразие в моральных нормах являлось важным катализатором для философской рефлексии о статусе наших моральных норм, и это вело к глубокой дискуссии в метаэтике и нормативной этике, которая сохраняется и по сей день.
Оригинальный текст (англ.)People in different cultures have different beliefs about absolutely fundamental issues, and the recognition of this can be powerfully transforming. When Christian children learn that many people have very different religious beliefs, this can provoke a deep and disorienting existential crisis. For the discovery of religious diversity can prompt the thought that it’s in some sense accidental that one happens to be raised in a Christian household rather than a Hindu household. <…> The philosophical import of doxastic diversity is hardly restricted to child- hood. At the turn of the century, anthropologists provided a catalog of the striking cultural diversity in moral views. Some cultures, it turned out, thought that one is morally obligated to eat parts of one’s deceased parents; other cultures thought it was permissible to rape women from an enemy tribe. Such diversity in moral norms was an important catalyst to philosophical reflections about the status of our moral norms, and this led to deep discussions in metaethics and normative ethics that persist to this day.

Экспериментальные философы, таким образом, предлагают такую модель философского исследования, которая прекрасно совмещается с методологическим натурализмом. Можно сомневаться в том, насколько экспериментальная философия является натурализмом, поскольку она, кажется, в некоторых своих версиях может допускать постулирование некоторых сущностей, которые не являются сущностями каким-либо образом сводимыми к предметам естественных наук. Бэнс Ненай, например, предложил деление на натуралистическую и не-натуралистическую экспериментальную философию. Эти опасения, однако, несущественны для методологического натурализма, поскольку он является не доктриной о том, какие объекты существуют (метафизический натурализм), а лишь позицией в отношении метода ведения исследования.
Среди отечественных исследователей, занимающихся проблемами экспериментальной философии, можно выделить Д. Н. Дроздову .

## Методологический натурализм в этике и математике
Натурализм довольно успешно применяется к различным философским дисциплинам, но в отношении некоторых возникают определённые проблемы. Эти области — это этика и математика (конечно, математика не является частью философии, но в ряде областей философии содержится основательная рефлексия о методе математики, её достоверности и статусе её объектов). Первая, как кажется, является нормативной дисциплиной и либо нуждается в полной элиминации, либо в редукции нормативных этических понятий, либо же, наконец, возможен не-редуктивный этический натурализм. Математика же традиционно рассматривается как парадигмальный случай науки об абстрактных объектах. Математика выносит суждения о множествах, функциях, многомерных пространствах и т. д.; значимая часть математики (пока или вприцнипе) не имеет какой-либо физической интерпретации — что ставит перед натураслистски настроеным исследователем серьёзную проблему.

### Математика и натурализм
Математика является одним из главных вызовов для натурализма, так как многие философы и ученые склонны утверждать, что математика является априорной дисциплиной. Соответственно, исследование в математике, согласно этому взгляду, не следуют эмпирическим методом естественных наук. Программа логического позитивизма и логицизма Б. Рассела пыталась решать эту проблему посредством утверждения об аналитичности математики. Если математика является аналитической, то её предложения являются тавтологиями и в таком случае у математики нет объектов, статус которых требует разъяснения — она просто является частью логики. А. Айер писал, что «точка зрения, что все истины логики и математики являются аналитическими, не содержит необъяснимого парадокса, мы можем благополучно принять её за единственное удовлетворительное объяснение их априорной необходимости. И, принимая её, мы подтверждаем эмпиристское утверждение, что не может существовать априорное знание о реальности». Этот взгляд, однако, подвергался двухсторонней критике. С одной стороны, Куайн в знаменитой статье «Две догмы эмпиризма» ставит под сомнение само деление на аналитические и синтетические суждения нерелевантно. С другой, фундаментальные результаты в основаниях математики, полученные К. Гёделем — знаменитая теоремы Гёделя о неполноте, которые демонстрируют, что арифметика имеет модель, то есть не является строго аналитической — показали, что проект аналитической математики если и не уничтожен полностью, то по крайней мере испытывает на данный момент ряд проблем. Соответственно, натурализм (каким бы он ни был) должен предложить такой взгляд на математику, который избежит проблем, которые она ставит эмпиризму.

### Натурализм и этика
Метафизический натурализм должен рассматривать моральные факты в качестве естественных. Часто это означает, что задача метафизического натуралиста в изучении морали заключается в том, чтобы элиминировать последнюю или хотя бы редуцировать её к естественным фактам. Не обсуждая вопроса о возможности редукции этических фактов к естественным, а также возможности элиминации первых, стоит упомянуть известный аргумент Г. Э. Мура «открытый вопрос». В § 13 «Принципов этики» Мур утверждает, что то, что некоторый факт является морально хорошим (добрым) или нет не является аналитической истиной, а следовательно для натуралистического описания останется открытым вопрос, является ли некоторый факт морально хорошим или нет (позже этот взгляд был воспроизведен, но без какой-либо аргументации Л. Витгенштейном в «Логико-философском трактате»: афоризмы 6.4-6.422). Если аргументы верны, то никакой этический натурализм невозможен, поскольку этические факты не являются естественными.
Аргумент Мура, однако, требует объяснения того, каким образом мы имеем доступ к этическим фактам (иными словами, что отвечает за то, что эти факты нам даны). Не-натуралистический ответ мог бы заключаться в том, что у нас, как у разумных/рациональных агентов есть априорная способность, которая обеспечивает нам доступ к моральным фактам. Многие возможные натуралистические ответы будут строиться по следующей схеме: если моральные факты не являются физическими, то они не могут быть причинами какого-либо изменения в физическом мире, соответственно, они либо элиминируются, либо начинают рассматриваться в качестве эпифеноменальных по отношению к физическому (то есть, являются следствиями физических причин, но сами причинами не являются).
Этический натурализм, таким образом, представляет собой конъюнкцию трех следующих позиций:
«Моральные реализм: Есть объективные, независимые от сознания моральные факты
Метафизический натурализм: Моральные факты — это естественные факты
Эпистемический натурализм: мы узнаем, что моральные утверждения истины тем же самым образом, которым мы узнаем это в отношении утверждений естественных наук»
Последнее утверждение в конъюнкции — это и есть тезис методологического натурализма. Таким образом, моральные истины являются апостериорными, для их открытия используются традиционные методы исследования в естественных науках. Одним из вариантов предварительного исследования к такой программе может выступить проект экспериментальной философии.